# Възлюбените
„Възлюбените“ (на френски: Les Bien-aimés) е френско-британско-чешки филм от 2011 година, романтична драма с елементи на мюзикъл на режисьора Кристоф Оноре по негов собствен сценарий.
Сюжетът има две основни линии — краткотрайният брак на млада французойка с лекар от Чехословакия през 60-те години и възстановената им връзка десетилетия по-късно и любовната връзка на тяхната дъщеря с хомосексуален мъж. Главните роли се изпълняват от Катрин Деньов, Людивин Сание и Киара Мастрояни.
„Възлюбените“ е номиниран за наград „Сезар“ за оригинална музика.